# 許其亮
許 其亮（きょ きりょう、シュー・チーリャン、1950年3月29日 - 2025年6月2日）は、中華人民共和国の軍人。第18期・19期中国共産党中央政治局委員。元党中央軍事委員会副主席、国家中央軍事委員会副主席。階級は中国人民解放軍空軍上将。

## 経歴
1966年、空軍第1航空予備学校に入校し、パイロット訓練を受ける。1967年7月、中国共産党入党。空軍第8航空学校と第五航空学校へ転校する。1969年8月卒業後、パイロットとして空軍で勤務。
1983年、師長に任命。1984年、副軍長に任命。
1985年、空軍上海指揮所参謀長、国防大学で研修。1991年、空軍軍長に任命され、空軍少将に昇格。
1993年、空軍副参謀長、国防大学で研修。1994年、空軍参謀長。1996年、空軍中将に昇格。
1999年、瀋陽軍区副司令兼空軍司令。2001年、国防大学で研修。
2004年、中国人民解放軍副総参謀長。2007年6月20日、空軍上将に昇格。
2007年9月、空軍司令員に任命される。2007、国際連合軍事演習の中国軍方指揮官を務める。
2008年3月16日、第11期全国人民代表大会第1回会議にて中華人民共和国中央軍事委員会委員に選出。
2012年11月、第17期中央委員会第7回全体会議において党中央軍事委員会副主席に選出。11月15日の第18期中央委員会第1回全体会議にて党中央政治局委員に選出され、党中央軍事委員会副主席に再選出された。
2013年3月15日、第12期全人代第1回会議において中華人民共和国中央軍事委員会副主席に選出された。
第15期中央候補委員、第16・17・18期中央委員。第18期・19期中央政治局委員。
2025年6月2日12時12分、北京で病気のため死去。享年75。